# André van Joegoslavië

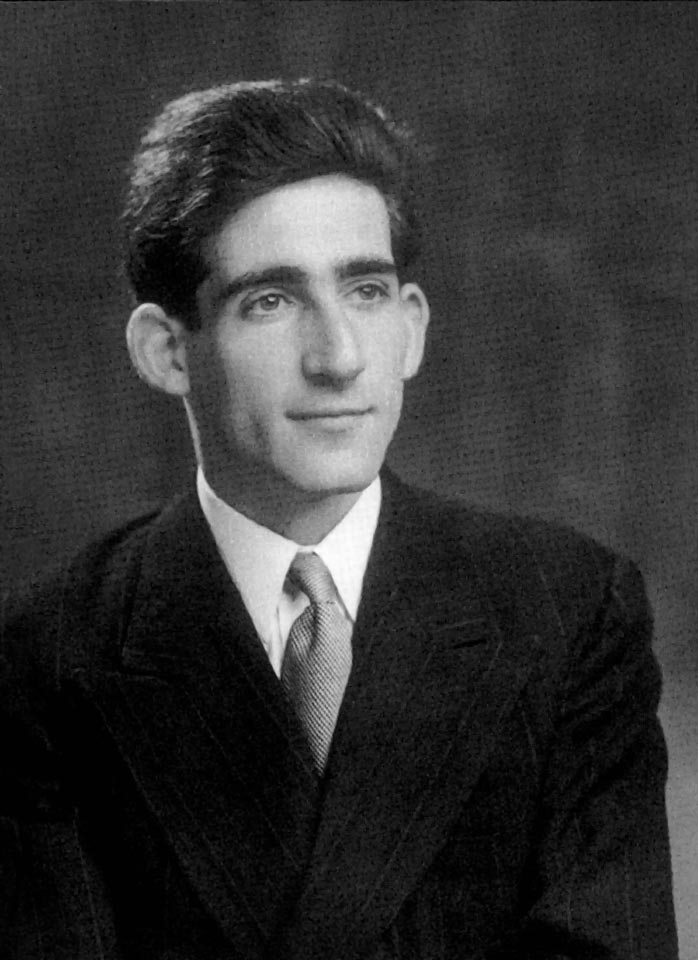
André van Joegoslavië

André van Joegoslavië, ook wel André Karađorđević (Servisch: Андреј Карађорђевић) (Bled, 28 juni 1929 - Irvine (Californië), 7 mei 1990) was een Joegoslavische prins uit het huis Karađorđević.
Hij was het jongste kind van koning Alexander I en prinses Marie van Roemenië, dochter van koning Ferdinand van Roemenië en de Engelse prinses Marie, een kleindochter van koningin Victoria. 
Prins André trouwde op 1 augustus 1956 in Kronberg im Taunus met Christina Prinzessin von Hessen (1933), oudste kind van de nazi-prins Christoffel en prinses Sophia van Griekenland. Het paar kreeg twee kinderen:
- Maria Tatjana van Joegoslavië (*1957)
- Christoffel van Joegoslavië (1960-1994), omgekomen bij een fietsongeluk

Prins André en zijn vrouw scheidden in 1962 vooral ten gevolge van de verhouding die prins André inmiddels was aangegaan met zijn - later - tweede vrouw en de relatie die de prinses tezelfdertijd had aangeknoopt met de Nederlandse kunstschilder Robert van Eyck (1916-1991), een broer van de architect Aldo van Eyck. 
Prins André hertrouwde in 1963 met de moeder van zijn jongste kind, Kira-Melita Prinzessin zu Leiningen (1930-2005), oudste dochter van vorst Karl zu Leiningen en Maria Kirillovna van Rusland, al evenzeer een achterkleinkind van de Britse koningin Victoria. Zij kregen drie kinderen:
- Lavinia van Joegoslavië (*1961) werd aanvankelijk geboren voor het huwelijk van prins André met prinses Kira en later door hem geadopteerd, maar is geen prinses
- Karel van Joegoslavië (*1964)
- Dimitri van Joegoslavië (*1965)

In 1972 scheidde prins André van zijn tweede vrouw. Hij trouwde voor de derde keer met Eva Maria Andjelković (1926-2020). Hij woonde inmiddels in de Verenigde Staten en werd in mei 1990 dood in zijn auto aangetroffen, overleden aan een hartinfarct.